# Riemst
Riemst är en kommun i Belgien.   Den ligger i provinsen Limburg och regionen Flandern, i den östra delen av landet, 90 km öster om huvudstaden Bryssel. Antalet invånare är 16 167. Riemst gränsar till Tongeren.
Trakten runt Riemst består till största delen av jordbruksmark. Runt Riemst är det tätbefolkat, med 636 invånare per kvadratkilometer.